# Sân bay Båtsfjord
Sân bay Båtsfjord (IATA: BJF, ICAO: ENBS) (tiếng Na Uy: Båtsfjord lufthavn) is là một sân bay khu vực phục vụ Båtsfjord ở Finnmark, Na Uy. Năm 2004, sân bay này đã phục vụ 10.110 lượt khách. Đơn vị vận hành là Avinor..
Sân bay này có 1 đường băng dài 1000 m. Nhà ga có thể phục vụ 120 lượt khách mỗi năm. Sân đỗ máy bay có thể chứa 3 chiếc Dash 8. Công ty hàng không hoạt động tại đây là Widerøe với máy bay Dash-8-100.
Sân bay đầu tiên mở cửa ở Båtsfjord bắt đầu vào năm 1978. Do quy định an toàn, một sân bay mới đã được xây và khai trương ngày 29 tháng 10 năm 1999. 

## Các hãng hàng không và tuyến bay
- Widerøe (Berlevåg, Hammerfest, Mehamn, Vadsø, Vardø)